# 13441 Janmerlin
13441 Janmerlin è un asteroide della fascia principale. Scoperto nel 1960, presenta un'orbita caratterizzata da un semiasse maggiore pari a 2,6300161 UA e da un'eccentricità di 0,2622657, inclinata di 11,94847° rispetto all'eclittica.